# Горі (жрець Осіріса)
Горі I (*XIII ст. до н. е.) — давньоєгипетський діяч XIX династії, верховний жрець Осіріса в Абідосі за володарювання фараона Рамсеса II.

## Життєпис
Походив зі жрецької династії хата. Син Уененнефера, верховного жерця Осіріса, та Тій-Нефертіті. Про його діяльність відомо замало. Після смерті батька успадкував його посаду. Завдяки цьому вплив його роду в Абідосі набуло повної влади. Відомо 2 стели, 2 статуї та рельєф з написами та зображенням Горі I. Після смерті останнього посаду отримав його брат Юю.